# Hornera quadrata
Hornera quadrata är en mossdjursart som beskrevs av William MacGillivray 1895. Hornera quadrata ingår i släktet Hornera och familjen Horneridae. Inga underarter finns listade i Catalogue of Life.